# Larkspur (Colorado)
Pour les articles homonymes, voir Larkspur.
Larkspur est une ville américaine située dans le comté de Douglas dans le Colorado.
Selon le recensement de 2010, Larkspur compte 183 habitants. La municipalité s'étend sur 1,5 milles carrés (3,88 km2).
La ville doit son nom aux dauphinelles (larkspur en anglais) qui couvrent les collines environnantes.

## Démographie
| 1980 | 1990 | 2000 | 2010 | - | - |
| ---- | ---- | ---- | ---- | - | - |
| 141  | 232  | 234  | 183  | - | - |